# 小熊絵理
小熊 絵理（おぐま えり）は、日本の元グラビアアイドル。東京都出身。ミスFLASH2016セミファイナリスト、ミスヤングチャンピオン2015候補生、with（講談社）レギュラーメンバー
以前の所属事務所はアヴィラ。

## 来歴
- 2010年　全日本プロレスチャンピオンカーニバル2010のイメージガールに選ばれ、上林英代と共にイメージガール兼ナビゲーターを務める。その際の衣装は、武藤ベアー（武藤敬司選手のコラボレーションキャラクター）のTシャツ。
- 2013年　「Car'X」のメンバーに選ばれ、レースクイーンとしての活動を開始する。[3]
- 2015年 「ミスヤングチャンピオン2015」の候補生に選ばれる。[2]
- ヤンチャン学園音楽部サテライトメンバーに選ばれるが、デビュー前に辞退している。
- 2015年 「ミスFLASH2016」の候補生[4]に選ばれ、セミファイナリストになるが、セミファイナルで辞退している。

- 2015年10月よりファッション誌with（講談社）のwith labレギュラーメンバーとして活動。
- 2015年10月8日よりおしゃべりやってまーすレボリューションにレギュラーメンバーとして加入。[5]
- 2016年2月　au公式サイト「EZニュースフラッシュ増刊号」の「芸能赤マル注目カブ」に取り上げられ、ネクストブレイクアイドルとして紹介される。過去には大島優子、川島海荷、倉科カナ、篠崎愛、吉木りさ、沢尻エリカ、上戸彩などが紹介されている。[6]
- 2016年12月　アサジョにてミニストップのソフトクリーム好きと紹介されている。[7]

## 出演

### テレビ番組
- 学校へ行こう!（TBS）
- ズバリ言うわよ!（TBS）
- 『ぷっ』すま（2010年4月、2011年7月26日テレビ朝日）
- さまぁ〜ずのヤリタ☆ガ〜リ〜（2011年9月8日、9月15日、TBS）
- マルさまぁ〜ず（TBS）
- つんつべ♂バク音（TOKYO MX）（2014年4月〜9月）
- お願い!ランキング （テレビ朝日）
- この差って何ですか? （TBS）
- しみけんの脳ミソつるつる野郎 （テレビ埼玉)
- シロウト女子のえびす裁判 （2015年11月 インターネット番組） 蛭子能収の初MC番組

### テレビドラマ
- 示談交渉人 ゴタ消し（2010年、キャバ嬢役）（日本テレビ）

### 映画
- インストール（2004年12月25日公開、配給:角川映画)
- 図書館戦争（2013年4月27日公開、制作:Library Wars”Movie Project、配給:東宝）[※ 1]
- イタズラなkissハイスクール編（2016年11月25日公開、製作・配給:ギャガ・プラス)

### 雑誌
- with（講談社）レギュラーメンバー
- 東京グラフィティ
- ヤングチャンピオン
- ヤングマガジン
- FLASH
- プレイボーイ
- 週刊大衆
- 週刊大衆ヴィーナス
- Bejean

### ネット番組
- 週刊オトコ自身 （2012年、BeeTV）
- バットボーイズ 佐田×野性爆弾 川島 （2015年8月27日、Ustream）
- おしゃべりやってまーす レボリューション（2015年10月8日〜K'z Station）レギュラーメンバー

### コラム
- 住生活新聞にてコラム執筆（2016年）

### その他
- 全日本プロレスチャンピオンカーニバル2010 イメージガール兼ナビゲーター
- スーパー耐久レース Car'Xレースクイーン[5]
- ミスアクション2013 候補生
- ミスヤングチャンピオン2015 候補生[2]
- ミスFLASH2016 セミファイナリスト[1]